# Elizabeth Wilmshurst

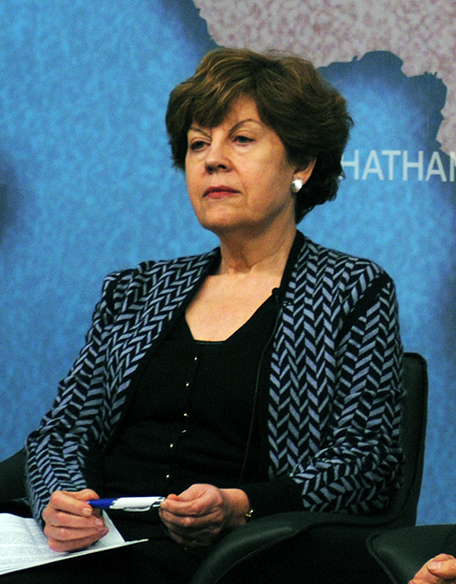
Elizabeth Wilmshurst, 2013

Elizabeth Wilmshurst (* 28. August 1948) ist eine britische Juristin. Sie stand von 1974 bis 2003 in unterschiedlichen Funktionen im Dienst des Foreign and Commonwealth Office.
Seit 2001 lehrt sie am University College London, seit 2014 ist sie Distinguished Fellow für Internationales Recht am Chatham House in London.
Am 3. März 2003 trat Elizabeth Wilmshurst nach dem Votum von Lord Goldsmith, das den Ausschlag zum Eintritt Großbritanniens in den Irakkrieg gab, von ihrem Amt zurück wegen der fehlenden Legalität für einen Krieg ohne eine entsprechende UNO-Resolution. Den vollständigen Brief mit der Begründung für ihren Rücktritt hielt das Foreign Office für zwei Jahre unter Verschluss, veröffentlicht wurde nur eine zensierte Fassung. Vollständig bekannt wurde der Brief erst durch die Veröffentlichung im Guardian im März 2005.

## Publikationen
- Daragh Murray, Elizabeth Wilmshurst u. a. (Hrsg.): Practitioners' Guide to Human Rights Law in Armed Conflict. [2004]. Oxford University Press 2017. ISBN 978-0-19-879139-3 (Mehrere Auflagen)
- Elizabeth Wilmshurst (Hrsg.): International Law and the Classification of Conflicts. Oxford University Press 2012. ISBN 978-0-19-965775-9

## Filme
- 2008: In der Episode „A Simple Private Matter“ der BBC-Serie „10 Days to War“ spielt Juliet Stevenson die Rolle von Elizabeth Wilmshurst.
- 2019: In dem Film Official Secrets wird sie von Tamsin Greig verkörpert.